# Playa de Lloret
La playa de Lloret es una playa situada en el término municipal de Lloret de Mar (Gerona) España, en la Costa Brava Sur.

## Descripción
Es una playa de arena blanca y gruesa, de unos 1.630 metros de largo y un 10% de pendiente. 
Cuenta con todo tipo de equipamientos (como servicio de limpieza del paseo y la arena, papeleras, oficina de turismo, teléfonos públicos, servicio de baño y acompañamiento a personas con movilidad reducida), señalización (como canales de entrada y salida de embarcaciones, playa balizada a 200 m, línea de seguridad, banderas de señalización del estado de la mar), servicio de salvamento y primeros auxilios, vigilancia y actividades de ocio (como alquiler de sombrillas y tumbonas, esquí acuático, parasailing, ski-bob, patines, kayak, motos acuáticas, quiosco de venta de helados y bebidas, restaurantes, zona deportiva, cruceros turísticos).
Está situada en el núcleo urbano de Lloret de Mar y se accede por la carretera GI-682 (Blanes-Lloret), la autopista C-32 (salida Malgrat-Blanes-Lloret) y la autopista AP-7 (Salida Lloret C-63).
La playa es una unidad, pero la toponimia heredada de los pescadores de la zona, la divide en tres sectores: Es Trajo de Vilavall (hacia el lado de Fenals), Es Trajo de en Reiner (la parte central) y Es Trajo de Venecia (hacia el lado de Sa Caleta).
La playa ha sido distinguida con el distintivo de Bandera Azul.

## Curiosidades
- La arena de la playa se "desplaza" a un lado u otro de la playa dependiendo de la dirección de la mar. Ha habido casos que ha dejado sin arena algún punto de la playa y se ha tenido que poner arena con excavadoras y dragas.

- Dos veces al año se hace la "tirada al art" donde se pesca con redes desde la playa. Es un acontecimiento público y muy original.